# Clethrophora virida
Clethrophora virida är en fjärilsart som beskrevs av Franciscus J.M. Heylaerts 1890. Clethrophora virida ingår i släktet Clethrophora och familjen trågspinnare. Inga underarter finns listade i Catalogue of Life.